# Corcyrogobius
Corcyrogobius is een geslacht van straalvinnige vissen uit de familie van grondels (Gobiidae). Het geslacht is voor het eerst wetenschappelijk beschreven in 1972 door Miller.

## Soorten
- Corcyrogobius liechtensteini (Kolombatovic, 1891)
- Corcyrogobius lubbocki Miller, 1988